# Lophostemoneae
Lophostemoneae es una tribu perteneciente a la familia de las mirtáceas. Tiene los siguientes géneros:

## Géneros
- Kjellbergiodendron Burret
- Lophostemon Schott
- Welchiodendron Peter G.Wilson & J.T.Waterh.
- Whiteodendron Steenis